# 超絶気持ちいい瞬間
『超絶気持ちいい瞬間』（ちょうぜつきもちいいしゅんかん）は、フジテレビ系列にて2017年より不定期放送されていたバラエティ番組及び特別番組。

## 概要
何かとストレスや疲れのたまりやすいこの現代に見ているだけで気分が爽快・快感になれる“超絶気持ちいい瞬間”の映像を次々と紹介するバラエティ番組。

## 放送データ
| 回数  | 放送日                  | 放送時間（JST） | タイトル                   | 備考              |
| ----- | ----------------------- | --------------- | -------------------------- | ----------------- |
| 第1回 | 2017年9月24日（日曜日） | 19:00 - 21:54   | 超絶気持ちいい瞬間ベスト50 |                   |
| 第2回 | 2018年4月8日（日曜日）  | 19:00 - 21:54   | 超絶気持ちいい瞬間ベスト77 | 『ニチファミ!』枠 |
| 第3回 | 2018年9月16日（日曜日） | 19:57 - 21:54   | 超絶気持ちいい瞬間         | 『ニチファミ!』枠 |

## 出演者
進行
- 佐野瑞樹（フジテレビアナウンサー）

ゲスト
- あき竹城 - 第1回
- 有栖川朋花 - 第1回
- 岡田結実 - 第1回・第2回
- 加藤ゆりな（アキシブproject）
- カンニング竹山 - 第1回・第2回
- 岸明日香 - 第1回
- 篠原信一 - 第1回
- 山崎弘也（アンタッチャブル） - 第1回・第2回・第3回
- 安藤和津 - 第2回
- 小室さやか - 第2回
- ギャル曽根 - 第3回
- 劇団ひとり - 第3回
- ダレノガレ明美 - 第3回
- 北斗晶 - 第3回

ナレーション
- 大塚芳忠
- 神谷浩史
- 平野綾

## ネット局
第2回・第3回

## スタッフ
第3回（2018年9月16日）放送分
- 編成企画：橋本英司（フジテレビ）
- 監修：たぐちゆたか
- 構成：大塚泰博、山形遼介、木村タカヒロ
- TP：辻本豊
- TD/SW：先崎聡
- CAM：古俣智則
- VE：田中昭博
- 音声：盛田浩尉
- 照明：北澤正樹
- 美術プロデューサー：清水久
- 美術デザイナー：岡嶋正浩
- 美術制作：打矢郁
- 装置：鈴木匡人
- 操作：岩尾匡介
- 電飾：阿部達矢
- 植木装飾：村佳子
- メイク：関谷佳代子・大山美咲（以上Dharma）
- 編集：蒲澤悠太・川口達也・小谷大希（以上ヌーベルアージュ）
- MA：井坂拓人（ヌーベルアージュ）
- 音響効果：久坂惠紹、井上将
- TK：HERA
- タイトルCG：パークグラフィックス、PDトウキョウ
- リサーチ：フォーミュレーション、大山智香子
- 海外リサーチ：FLY MEDIA
- 協力：fmt、アックス、Bull Bull
- 広報：盛田美穂（フジテレビ）
- AD：島崎史夏、吉田拓矢、横川祥也、鈴木佑輔
- AP：山浦徹吾、風見裕子、小出航
- ディレクター：川村公人、濱口賢治、畑川渉、田中淳也、貝瀬鉄矢
- 演出：富田一伸
- プロデューサー：大谷利彦、小谷直之
- チーフプロデューサー：髙松明央
- 企画制作：フジテレビ
- 制作著作：オクタゴン